# Надь, Денеш
Денеш Надь (Dénes Nagy) — венгерский кинорежиссёр, монтажёр и сценарист. Его первый полнометражный фильм «Естественный свет» в 2021 году был удостоен награды Берлинале «Серебряный медведь» за лучшую режиссуру.
Родился в Будапеште 1 января 1980 года.
Окончил Университет театра и киноискусства по специальности кинорежиссура (годы учёбы 2002—2009), класс Яноша Саса (Janos Szasz). Один год (2006—2007) в качестве приглашённого студента учился в Немецкой Кинотелеакадемии в Берлине (Deutsche Film-und Fernsehakademie Berlin).
В начале карьеры специализировался на короткометражных фильмах. Снимал картины с 2003 года.
Несколько его работ было показано на международных фестивалях: фильм «Ковач Эва» в 2006 году в Тампере, «Русская площадка» — на Неделе критиков в Каннах в 2009 году, короткометражный фильм «Эгьютт» получил премию венгерских кинокритиков и награду за лучшую режиссёрскую работу в жанре короткометражного фильма на кинофестивале в Тампере 38-я Неделя венгерского кино (Magyar Filmszemle).
Картина «Lágy eső» получила главный приз на португальском кинофестивале Куртас Вила-ду-Конде в 2013 году.
Его первый полнометражный фильм «Естественный свет» (Венгрия-Латвия-Франция-Германия) в 2021 году был удостоен награды Берлинале «Серебряный медведь» за лучшую режиссуру.
Фильмография:
- 2004 — November (короткометражный);
- 2006 — Együtt (короткометражный);
- 2008 — Russian Playground (короткометражный документальный);
- 2009 — Cinetrain: Where Does Europe End? (документальный);
- 2009 — Берлинская фуга (короткометражный) — о мрачном взрослении пятилетней девочки в украинском Донецке;
- 2010 — Riport (короткометражный);
- 2013 — Lágy eső (короткометражный);
- 2013 — Másik Magyarország (документальный);
- 2015 — Seb (документальный);
- 2021 — Természetes fény (Естественный свет) (военная драма) (фильм демонстрировался в российском прокате на языке оригинала с русскими субтитрами).